# شيرل كونواي
شيرل كونواي (بالإنجليزية: Shirl Conway)‏ (13 يونيو 1916 - 7 مايو 2007 م) ممثلة أمريكية .

## روابط خارجية
- شيرل كونواي على موقع IMDb (الإنجليزية)
- شيرل كونواي على موقع قاعدة بيانات برودواي على الإنترنت (الإنجليزية)
- شيرل كونواي على موقع قاعدة بيانات برودواي على الإنترنت (الإنجليزية)
- شيرل كونواي على موقع إن إن دي بي (الإنجليزية)
- شيرل كونواي على موقع قاعدة بيانات الفيلم (الإنجليزية)

- Shirl Conway in AusStage